# De jure
De jure (klasični latinski: de iure) latinski je izraz koji znači »zasnovan na zakonu«.
Sa stajališta prava, u skladu s pravnim propisom ili pravnim poretkom. Označuje postojanje pravnog stanja, koje može biti u neskladu sa stvarnim stanjem stvari. Naprimjer određena osoba posjeduje pravo vlasništva stvari, dok druga osoba stvarno posjeduje tu stvar i vrši vlasnička ovlaštenja i mimo volje vlasnika.

## Povezano
- de facto